# Fiskdale
Fiskdale es un lugar designado por el censo ubicado en el condado de Worcester en el estado estadounidense de Massachusetts. En el Censo de 2010 tenía una población de 2.583 habitantes y una densidad poblacional de 307,15 personas por km².

## Geografía
Fiskdale se encuentra ubicado en las coordenadas 42°7′29″N 72°6′39″O / 42.12472, -72.11083. Según la Oficina del Censo de los Estados Unidos, Fiskdale tiene una superficie total de 8.41 km², de la cual 8.1 km² corresponden a tierra firme y (3.7%) 0.31 km² es agua.

## Demografía
Según el censo de 2010, había 2.583 personas residiendo en Fiskdale. La densidad de población era de 307,15 hab./km². De los 2.583 habitantes, Fiskdale estaba compuesto por el 94.12% blancos, el 0.58% eran afroamericanos, el 0.54% eran amerindios, el 1.97% eran asiáticos, el 0% eran isleños del Pacífico, el 1.24% eran de otras razas y el 1.55% pertenecían a dos o más razas. Del total de la población el 2.63% eran hispanos o latinos de cualquier raza.